# Eulasia goudoti goudoti
Eulasia goudoti goudoti es una subespecie de coleóptero de la familia Glaphyridae.

## Distribución geográfica
Habita en Marruecos.